# هدى شعراوي
نور الهدى محمد سلطان الشعراوي (23 يونيو 1879 - 12 ديسمبر 1947م)، ناشطة نسوية مصرية في مجال حقوق المرأة، وقومية، ومؤسسة الاتحاد النسوي المصري. ولدت في مدينة المنيا في صعيد مصر.
تعد من أبرز الناشطات المصريات اللاتي شكٌلن تاريخ الحركة النسوية في مصر في نهايات القرن التاسع عشر وحتى منتصف القرن العشرين. تنتمي هدى شعراوي إلى الجيل الأول من الناشطات النسويات المصريات الذي ضم أيضا شخصيات بارزة أخرى في تلك الفترة مثل: نبوية موسى وعديلة نبراوي وغيرهن.
توفيت في 12 ديسمبر 1947 بسكتة قلبية وهي تكتب بياناً في فراش مرضها تطالب فيه الدول العربية بأن تقف صفاً واحداً في قضية فلسطين.

## طفولتها
ولدت هدى عام 1879 في محافظة المنيا بصعيد مصر لأسرة من الطبقة العليا، والدها هو محمد سلطان باشا الذي أصبح لاحقًا رئيسًا لمجلس النواب المصري الأول في عهد الخديوي توفيق، أما والدتها (إقبال هانم) فكانت من أصول شركسية جاءت من منطقة القوقاز لتعيش مع عمها في مصر. نشأت هدى مع أخيها عمر في منزل والدها في القاهرة، تلقت تعليمها في سن مبكر فدرست مواد مختلفة مثل النحو والخط بلغات متعددة. أمضت طفولتها وأوائل سن الرشد في عزلة عن الطبقة العليا من المجتمع المصري.
في 14 أغسطس عام 1884؛ توفي والدها في مدينة غراتس بالنمسا وكان مسافرا إليها للعلاج، وكانت تبلغ من العمر 5 سنوات آنذاك، وتروي هدى في مذكراتها تفاصيل وفاة والدها وتأثير ذلك على نشأتها فتقول: «كنت في الخامسة من عمري عندما وقع هذا الحدث الجسيم. فقد توفي والدي المرحوم محمد سلطان باشا يوم 14 أغسطس 1884 في مدينة جراتس بالنمسا، كان قد سافر إلى سويسرا للاستشفاء. ثم ذهب إلى جراتس بعد ذلك. وكان يعاني من صدمتين عنيفتين أثرتا في حالته الصحية إلى حد بعيد؛ لدرجة أن الأطباء لم يجدوا دواء لدائه إلا أن يسافر بحثًا عن العلاج. وكانت الصدمة الأولى هي وفاة أخي إسماعيل الذي كان يعقد عليه أبي كل آماله في المستقبل. فقد كان ذكيًَا يبدو أكبر من عمره في كل شيء. في الوقت الذي كان فيه شقيقي «عمر» ضعيف البنية والأمل في حياته ضئيل جدًا ... أما الصدمة الثانية فكانت تلك المأساة التى أودت باستقلال البلاد إثر الحوادث العرابية. وما ظهر من سوء نية الإنجليز بعد دخولهم مصر؛ حيث بدا واضحًا أنهم لن يفكروا في الجلاء عنها.»
ونظراً لانتماء أسرتها للطبقة العليا، فقد تلقت هدى خلال نشأتها دروسًا منزلية على يد معلمين كإضافة ثانوية لوجود شقيق ذكر. كما كان بإمكانها حضور دروس في اللغة العربية، والتركية، والفرنسية، والخط، والبيانو، وحفظت القرآن في سن التاسعة وهو إنجاز غير مسبوق لفتاة، لكن جنسها ظل يشكل عائقاً أمام استكمال دراستها.[بحاجة لمصدر] ومنذ مرحلة البلوغ تعرضت شعراوي للعديد من أوجه التفرقة الجنسية، والقيود بدءاً من اضطرارها إلى الابتعاد عن أصدقاء الطفولة من الذكور ووصولاً إلى ترتيب زواجها دون علم منها.[بحاجة لمصدر]
عاشت هدى مع والدتها إقبال التي كانت شابة صغيرة السن ذات أصول قوقازية، وضرتها حسيبة (زوجة والد هدى) تحت وصاية ابن عمتها علي شعراوي، والذي أصبح الواصي الشرعي والوكيل على أملاك أبيها المتوفي.
من خلال مذكراتها سردت المتغيرات والمواقف، أو بالأحرى الصدمات، التي كانت بمثابة نقط تحول في شخصيتها وتفكيرها وحياتها ومنها:
- تفضيل أخيها الصغير "خطاب" عليها وإعطائه معاملة خاصة، على الرغم من أنها تكبره بعشرة أعوام. وعند طرح تساؤلها اكتشفت المعنى الظاهر للنوع الاجتماعي حيث قيل لها أن أخاها رغم كونه أصغر سنا فإنه يومًا ما سوف يصبح مسؤولاً عن إعالة الأسرة، لذلك فإن كونه ذكر يتيح له امتيازات أكثر. وتقول هدى شعراوي في مذكراتها أنهم كانوا في المنزل يفضلون دائمًا أخاها الصغير في المعاملة، ويؤثرونه عليها، وكان المبرر الذي يسوقونه إليها أن أخاها هو الولد الذي يحمل اسم أبيه، وهو امتداد الأسرة من بعد وفاته، أما هي فمصيرها أن تتزوج أحدًا من خارج العائلة، وتحمل اسم زوجها. يعد موقف مرضها بالحمى من أبرز المواقف التي أثرت فيها بشكل سلبي، خاصة أن اهتمامهم بأخيها من جانب والدتها، التي كانت لا تغادر الفراش، أول الصدمات التي جعلتها تكره أنوثتها - بحد وصفها - فقط لأنه ولد"[10]
- زواجها من ابن عمتها، وتقول أن الزواج الذي حرمها من ممارسة هواياتها المحببة في عزف البيانو وزرع الأشجار، وحدت حريتها بشكل غير مبرر؛ الأمر الذي أصابها بالاكتئاب لفترة استدعت فيها سفرها لأوروبا للاستشفاء. تعرفت هناك على قيادات فرنسية نسوية لتحرير المرأة؛ الأمر الذي شجعها في أن تحذو حذوهم.[10]
- وفاة أخيها الصغير وسندها في الحياة "خطاب"؛ مما جعلها تشعر بالوحدة والأزمة؛ لأن من يفهمها في هذه الدنيا رحل عنها خاصة أنهما متشابهان في الذوق والاختيارات، كما أنه اليد العطوفة عليها بعد وفاة والدتها وزواجها من "شعراوي باشا".

## زواجها
في سن الثانية عشر رتبت والدة هدى شعراوي خطبتها لابن عمتها والوصي عليها "علي شعراوي"، الذي يكبرها بما يقارب الأربعين عامًا. وتم الزواج في العام التالي. وقد كانت فكرة الزواج من ابن عمتها تقلقها بعمق خاصة بسبب دوره المزيف كوالي أو أخ أكبر فضلاً عن كونه متزوج ولديه ثلاثة بنات. بعد كثير من الإقناع نجحت والدة هدى في إتمام أمر غير مألوف من أجل ابنتها. وهو أن ينص عقد الزواج على كونه أحادياً أي ألا يكون زوج ابنتها متزوجاً من أخرى وإلا يعتبر العقد لاغياً تلقائياً. وقد غيّرت لقبها بعد الزواج من "هدى سلطان" إلى "هدى شعراوي" تقليدا للغرب. ولكن بعد عام تبين أنه قد عاد لزوجته السابقة فٱنفصلت عنه "هدى" في عمر الرابعة عشر. كانت فصلت انفصالها عنه مع بقائها على ذمته بمثابة فترة «استقلال» استمرت سبع سنوات.
في منزل والدها، حظيت هدى بدرجة من الحرية بفضل وضعها كامرأة متزوجة (لكن منفصلة)، مما أتاح لها فرصة استكمال دراستها للفرنسية، وتوسيع دائرة أصدقائها ومعارفها المحدودة. التقت هدى بثلاث نساء كان لهن تأثير كبير في حياتها: عديلة نبراوي، وهي صديقة مصرية كانت تصاحبها في النزهات، و"عطية سقاف"، تركية، من أقرباء والدتها من بعيد، وأوجيني لو بران، التي كانت سيدة فرنسية أكبر سنًا ومتزوجة من رجل من الأعيان الأثرياء، عين لاحقاً رئيساً للوزراء. وقد أصبحت "لو بران" صديقة لهدى ومرشدة وأم بديلة وقوة نسوية في حياتها.
استردت شعراوي حياتها الزوجية عام 1900 في عمر الثانية والعشرين تحت ضغط من -سرتها، ورزقت هدى بابنتها "بثينة" وابنها "محمد" ووهبت لهما حياتها لعدة سنوات. بعد المعاناة التي قاستها إثر وفاة والدتها وشقيقها، وصلت حياة هدى شعراوي إلى نقطة تحول حيث واصلت اهتماماتها الخارجية.
عن زواجها كتبت شعراوي بأنه كان يسلبها كل حق في الحياة وذكرت من أمثلة ذلك ما نصه: «ولا أستطيع تدخين سيجارة لتهدئة أعصابي حتى لا يتسلل دخانها إلى حيث يجلس الرجال، فيعرفوا أنه دخان سيجارة السيدة حرمه; إلى هذا الحد كانت التقاليد تحكم بالسجن على المرأة , وكنت لا أحتمل مثل هذا العذاب ولا أطيقه».

## العمل النسوي

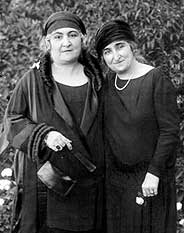
هدى شعراوى (جهة اليسار) وصفية زغلول (جهة اليمين)

شكلت الفترة منذ بداية القرن وحتى أوائل العشرينيات مرحلة حرجة في تاريخ الحركة النسوية في مصر، حيث اتسمت بصورة من النشاط العام السري. وشهدت تلك الفترة انطلاق الشرارات الأولى للوعي النسوي لدي سيدات مثل هدى شعراوي وأخريات، وبداية الحركة النسوية المنظمة. فقد اضطلعت نساء الطبقتين العليا والوسطى بمزيد من الأدوار الجديدة في المجتمع، ليتركن نطاق بيوتهن مع الالتزام بالواجبات الثقافية والاجتماعية التي تفرضها «ثقافة الحريم». بينما واصلت معظم المسلمات ارتداء الحجاب تحول هذا الأخير تدريجياً بالنسبة للنسويات إلى أداة للمطالبة بتمكينهن من الأماكن العامة، وتمويه عن كل صور النشاط النسوي «الخفي».
كانت المؤسسات الدينية في مصر هي المسيطر الأكبر على الخدمات الخيرية والاجتماعية. ونجحت هدى شعراوي وغيرها من النساء المصريات من الطبقتين العليا والوسطى، في أن تصبحهن رائدات في تأسيس الجمعيات الخيرية، وجمعيات الخدمة العامة لمساعدة المحتاجين من النساء والأطفال. كما أنشأن عام 1909 مستوصف للفقراء من النساء و الأطفال وتم توسيع نشاطه فيما بعد ليشمل توفير الخدمات الصحية، وذلك ردًا على معدلات وفيات الأطفال المتفشية في البلاد. من خلال هذا العمل، فتح المجال نحو عالم جديد وأدوار اجتماعية جديدة، أصبحت فيما بعد جزءاً من جدول أعمال الحركة النسوية المنظمة.
تسرد لنا شعراوي في مذكراتها بداية نشاطها لتحرير المرأة، والذي بدأ أثناء رحلتها الاستشفائية بأوروبا بعد زواجها، وانبهارها بالمرأة الإنجليزية والفرنسية في تلك الفترة للحصول على امتيازات للمرأة الأوروبية. وهناك تعرفت على بعض الشخصيات المؤثرة التي كانت تطالب بتحرير المرأة، وعند عودتها أنشأت شعراوي مجلة «الإجيبسيان» والتي كانت تصدرها باللغة الفرنسية.
في المجال الأدبي ساعدت هدى شعراوي في إنشاء واحدة من أولى الجمعيات الفكرية في القاهرة، والتي عقدت أولى محاضراتها عام 1909 وتناولت بجرأة موضوع الحجاب حيث قارنت بين حياة المصريات والأوروبيات، ويرجع ذلك إلى انتمائها للتفسير الأكثر ليبرالية للإسلام. في بداية العقد الثاني من القرن العشرين، أصبحت هناك منتديات تتحدث فيها المصريات من الطبقة الوسطى مع ضيوف أجانب ويتبادلن الأفكار معهم. بدأت النساء تتحدثن في المدارس والجمعيات وأنشأن المزيد من الجمعيات والنوادي في القاهرة.
كان الاتحاد النسائي التهذيبي وجمعية الرقي الأدبية للسيدات المصريات من الجمعيات الفكرية حديثة الإنشاء، والتي اجتمعت فيها هدى شعراوي وغيرها من الأعضاء من أجل النقاش، والأحاديث غير الرسمية، وعقد محاضرات للمرأة. وقد واجهت المرأة المصرية آنذاك صراعًا شاقًا للحصول على مساحة عامة للاجتماع. إلا أنه ظل من غير المقبول اجتماعياً أن تتحدث نساء الطبقة العليا في العلن. وقد أتيحت للأجنبيات فرصة أكبر في المجال العام، ويمكن القول أن المتحدثات من ضيوف هدى شعراوي كن صوتها البديل. وقد ناقشن من بين العديد من الموضوعات، الإسلام باعتباره مصدر حقوق المرأة في مواجهة التقاليد والممارسات الثقافية التي تحاصرها. وقد انتشر نشاط تلك النساء وأفكارهن في المجال العام، رغم عدم مقدرتهم على الحديث علنًا (كانت الغالبية تنشرن مذكراتهن من المنزل)، لكن تأثير أصواتهن وأسمائهن تخطت بكثير حدود تلك المنازل.
في بداية القرن العشرين قامت "هدى شعراوي" وجمعيتها النسوية بتسهيل عملية الانتقال من النشاط «الخفي» إلى حياة أكثر انفتاحًا، وقد قمن بنشر آرائهن النسوية في كتب ومقالات في الصحف الرائدة لنشر مفهوم أن الأدوار الاجتماعية هي من صنع المجتمع، وليست محددة من قبل الله. وقد دعا عملهن إلى قيام المرأة بأدوار تتجاوز نطاق الأسرة ودافعن عن حقها في التعليم والعمل. اتخذت شعراوي موقفًا محافظًا تجاه النقاب، بينما كانت تعي جيدًا أن النقاب هو علامة قوية على العلاقة بين مفهوم الاختلافات الرئيسية بين الرجال والنساء، واعتبار النساء بمثابة كائنات جنسية أولية تهدد «بنشر الفتنة» بسبب الاعتبارات العملية والسياسات الشخصية اليومية، وقد فضلت "شعراوي" أن تتبنى نهجًا تدريجيًا تجاه خلع الحجاب، لها ولغيرها.
بعد سنوات من تنظيم الاجتماعات والنقاشات، والزيارات الدولية من قبل الرائدات النسويات، وتنشيط جدول أعمال الحركة النسوية، تحدثت هدى شعراوي علناً لأول مرة عام 1918. في سن الأربعين، قررت شعراوي كسر التقاليد وتحدثت لإحياء ذكرى الأيقونة النسوية ملك حفني ناصف (باحثة البادية)، التي توفت فجأة. وذلك خلال حدث كان بمثابة تأبين نسوي.
في أواخر الحرب العالمية الأولى، أسس زعماء الحركة الوطنية الوفد المصري للمطالبة بالاستقلال. عندما تم ترحيل سعد زغلول ونفيه، عملت هدى شعراوي بجانب زوجها الذي عين نائباً لرئيس الوفد، في الكفاح الوطني من خلال حشد شبكة النساء والمساعدة في تنظيم أكبر مظاهرة نسائية مناهضة لبريطانيا. احتشدت النساء في الشوارع لأول مرة تنديدًا بالعنف والقمع الذي تمارسه السلطات البريطانية ضد الشعب المصري، واحتجاجًا على القبض على الزعماء الوطنيين.
عام 1920، قامت النساء اللاتي شاركن في مظاهرات 1919 والمتزوجات من زعماء وفديين بتأسيس لجنة الوفد المركزية للسيدات وانتخبت "هدى شعراوي" رئيسة لها. لعبت الحرب العالمية الثانية دورًا مهمًا في توسيع نطاق الدعم الشعبي للوفد، من خلال تعزيز صلته بباقي الجمعيات النسائية. ومن ثم لعب دور مؤثر في الضغط على الحكومة البريطانية خلال مفاوضات الاستقلال على ضوء نفي سعد زغلول. استمرت شعراوي تعمل بنشاط كرئيسة للجنة الوفد المركزية للسيدات رغم وفاة زوجها عام 1922 في خضم الحركة الوطنية. واصلت نساء الوفد حملتهن للمطالبة بعودة الزعماء الوطنيين المحتجزين خارج البلاد. طالبت هدى شعراوي رئيس الوزراء البريطاني بالإفراج عن سعد زغلول والآخرين، ووقف الاستبداد الذي يمارسه البريطانيون في مصر.
وفي العام 1921 وفي أثناء استقبال المصريين لسعد زغلول، اتخذت شعراوي قراراً وخطوة رمزية.حيث قامت بخلع الحجاب علانية أمام الناس وداسته بقدميها مع زميلتها "سيزا نبراوي"، وقد تم استقبالهما بالتصفيق من قبل حشد من النساء منهن من خلعن الحجاب أيضاً.[بحاجة لمصدر] وكتبت في مذكراتها:«ورفعنا النقاب أنا وسكيرتيرتي» سيزا نبراوي«وقرأنا الفاتحة ثم خطونا على سلم الباخرة مكشوفتي الوجه، وتلفتنا لنرى تأثير الوجه الذي يبدو سافراً لأول مرة بين الجموع، فلم نجد له تأثيراً أبداً لأن كل الناس كانوا متوجهين نحو سعد متشوقين إلى طلعته»

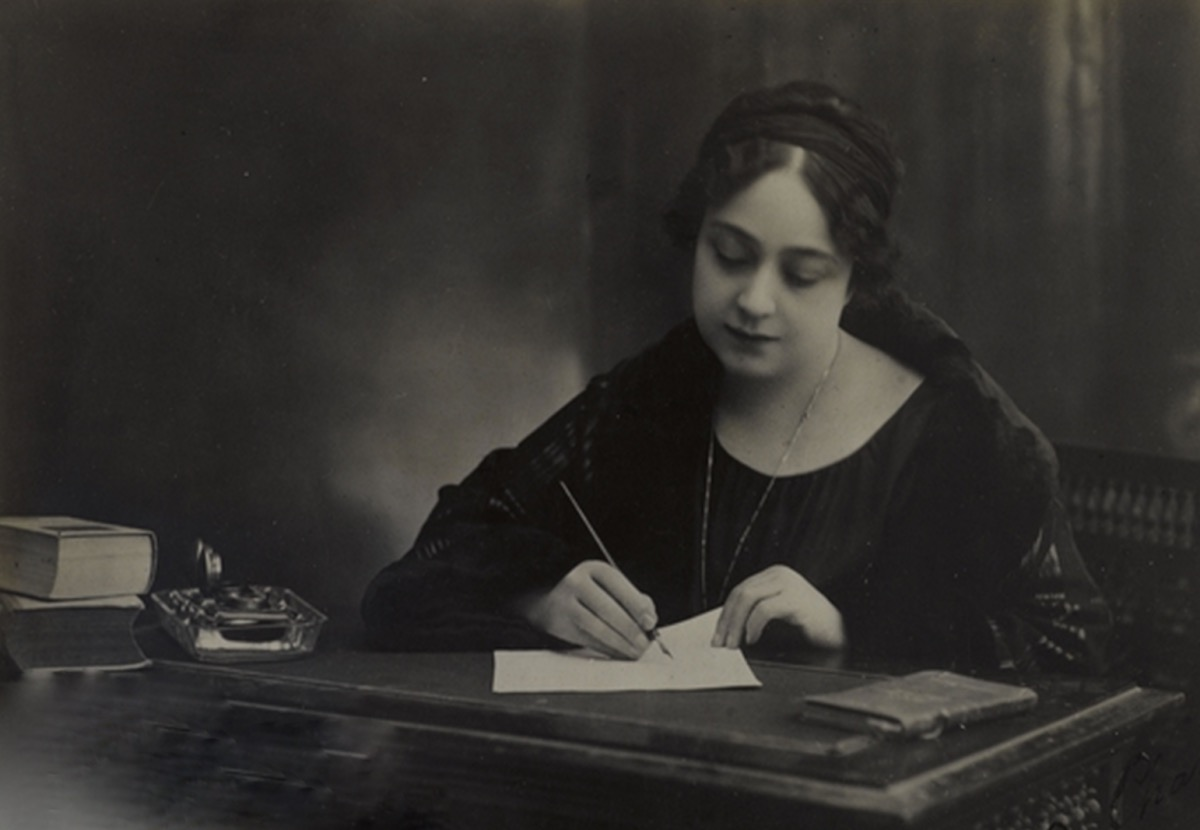
هدى شعراوي

في الذكرى الرابعة لأول مظاهرة للنساء الوطنيات (16 مارس 1923)، دعت شعراوي لجنة الوفد المركزية للسيدات إلى إنشاء جمعية نسوية مستقلة «لتدعيم وضع المرأة المصرية والمطالبة بحقوقها». بذلك تم تأسيس الاتحاد النسائي المصري وانتخبت هدى شعراوي رئيسة له. إلا أن الحركة واجهت انتكاسة عندما تجاهل الدستور المصري الصادر عقب الاستقلال دور النساء في الكفاح من أجل التحرير وقصر ممارسة الحقوق السياسية على الرجال المصريين. وقد عبرت شعراوي عن خيبة الأمل التي شعرت بها هي وباقي النساء جراء الوعود التي قطعها الرجال الوفديون خلال الكفاح من أجل التحرر ولم يوفوا بها. أدى ذلك إلى انطلاق الاتحاد النسائي المصري في مرحلة جديدة للمطالبة باسترداد الحقوق الضائعة للمرأة المصرية.
للتواصل بصورة مباشرة مع قطاع أوسع من الشعب المصري وباقي الدول العربية ولتسهيل انتشار الفكر النسوي في العالم العربي، أنشأ الاتحاد النسائي المصري مجلة "المرأة المصرية". كتبت هدى شعراوي الاستهلال التحريري لتلك المجلة غير المسبوقة والتي استهدفت الرجال والنساء على حد سواء. وقد كان الشعار المستخدم يرمز لغرض توسيع قاعدة الحركة النسوية. واصلت شعراوي نشاطها كقوة دفع لمشاركة النساء المصريات في المجالات الاجتماعية، والثقافية، والسياسية، والخيرية. وباعتبارها رئيسة الاتحاد النسائي المصري، وباسم الإسلام والعروب، دعيت هدى شعراوي للضغط على بريطانيا عقب اقتراحها تقسيم فلسطين.
في الواقع، إن "هدى شعراوي" قد عملت على الجمع بين نساء الحركة النسوية والإسلامية، والتأكيد على المشاركة السياسية للمرأة، والتضامن بين الرجال والنساء في الدفاع عن القضية الفلسطينية. وأخيراً، ففد ساعد الاتحاد النسائي المصري في توسيع نطاق الحركة النسوية وتعزيز جدول أعمالها في العالم العربي، استناداً على الحركة النسوية المصرية ذات الأربعة وعشرين عاماً.

### لقاؤها بموسوليني
حضرت "هدى شعراوي" أول مؤتمر دولي للمرأة في روما عام 1923م، وكان معها نبوية موسى، وسيزا نبراوي صديقتها وأمينة سرها وكتبت تقول: «كان من بين ما حققه مؤتمر روما الدولي أننا إلتقينا بالسنيور موسوليني ثلاث مرات، وقد استقبلنا وصافح أعضاء المؤتمر واحدة واحدة، وعندما جاء دوري وقدمت إليه كرئيسة وفد مصر عبر عن جميل عواطفه ومشاعره نحو مصر، وقال إنه يراقب باهتمام حركات التحرير في مصر».
ولما عادت هدى من مؤتمر الاتحاد النسائي الدولي المذكور كونت «الاتحاد النسائي المصري» سنة 1927 وشغلت منصب رئاسته حتى عام 1947. كما كانت عضوا مؤسسًا في «الاتحاد النسائي العربي» وصارت رئيسته في العام 1935، وبعد عشرين عاماً من تكوين هذا الاتحاد قامت بعقد ما سمي بالمؤتمر النسائي العربي سنة 1944م، وقد حضرت مندوبات عن الأقطار العربية المختلفة (26) واتخذت فيه قرارات وفي مقدمتها:
- المطالبة بالمساواة في الحقوق السياسية مع الرجل وعلى الأخص الانتخاب
- تقييد حق الطلاق
- الحد من سلطة الولي أياً كان وجعلها مماثلة لسلطة الوصي
- تقييد تعدد الزوجات إلا بإذن من القضاء في حالة العقم أو المرض غير القابل للشفاء
- الجمع بين الجنسين في مرحلتي الطفولة والتعليم الابتدائي
- تقديم اقتراح بواسطة رئيسة المؤتمر إلى المجمع اللغوي في القاهرة والمجامع العلمية العربية بأن تحذف نون النسوة من اللغة العربية[16]

### لقائها بأتاتورك
عقد المؤتمر النسائي الدولي الثاني عشر في إستانبول في 18 أبريل 1935م وتكون من هدى شعراوي رئيسة وعضوية اثنتي عشر سيدة وقد انتخب المؤتمر هدى نائبة لرئيسة الاتحاد النسائي الدولي وكانت تعتبر أتاتورك قدوة لها وأفعاله مثلًا أعلى.
كتبت تقول في مذكراتها: «وبعد انتهاء مؤتمر إستانبول وصلتنا دعوة لحضور الاحتفال الذي أقامه مصطفى كمال أتاتورك محرر تركيا الحديثة .. وفي الصالون المجاور لمكتبه وقفت المندوبات المدعوات على شكل نصف دائرة وبعد لحظات قليلة فتح الباب ودخل أتاتورك تحيطه هالة من الجلال والعظمة وسادنا شعور بالهيبة والإجلال، وعندما جاء دوري تحدثت إليه مباشرة من غير ترجمان وكان المنظر فريداً أن تقف سيدة شرقية مسلمة وكيلة عن الهيئة النسائية الدولية وتلقي كلمة باللغة التركية تعبر فيها عن إعجاب وشكر سيدات مصر بحركة التحرير التي قادها في تركيا، وقلت: إن هذا المثل الأعلى من تركيا الشقيقة الكبرى للبلاد الإسلامية شجع كل بلاد الشرق على محاولة التحرر والمطالبة بحقوق المرأة، وقلت: إذا كان الأتراك قد اعتبروك عن جدارة أباهم وأسموك أتاتورك فأنا أقول إن هذا لا يكفي بل أنت بالنسبة لنا» أتاشرق«، فتأثر كثيراً بهذا الكلام الذي تفردت به ولم يصدر معناه عن أي رئيسة وفد وشكرني كثيراً في تأثر بالغ ثم رجوته في إهدائنا صورة لفخامته لنشرها في مجلة الإجيبسيان».
كما حضرت مؤتمر باريس عام 1926 ومؤتمر أمستردام العام 1927 ومؤتمر برلين العام 1927، ودعمت إنشاء نشرة «المرأة العربية» الناطقة باسم الاتحاد النسائي العربي، وأنشأت مجلة l'Egyptienne العام 1925 بالفرنسية.

## انتقادات واجهتها
يرى النقاد أن هناك تعظيماً حدث لهدى شعراوى، حيث عاشت مصر فترة أراد الإقطاعيون وأصحاب الثروات أن يمتلكوا الريادة في كل المجالات كما حدث مع "هدى شعراوي" رائدة الحركة النسائية، فتنصيب هدى شعراوي كرائدة حركة نسائية، أغفل العديد من الجوانب، كما ظلم نبوية موسى، والتي ألفت كتاب «تاريخي بقلمي» عن نفسها ولم يأخذ حقه، وكتاب "المثل الأعلى للأمة والدولة" ل"تيسير ويصا" والتي كانت واحدة من الفريق النسائي الذي ضم "هدى شعراوي" ونبوية موسى وصدر عن الحركة الوفدية، ونبوية موسى شخصية حدث ضدها إجرام لتغييب دورها، لأن حركة النهضة وقتها كانت تنحصر في خلع أو ارتداء الحجاب، لكنها كانت تبحث عن أدوار وحقوق أهم مثل الحق في التعليم، في الوقت الذي دارت فيه أغلب حوارات "هدى شعراوي" على الحديث حول قصرها، ومصنعها الخاص بالخزف. وأن تنصيبها كرائدة للحركة النسائية المصرية هو محاولة لتنظيف ملف وصفحة الإقطاع، فقد امتلكت 120 ألف فدان، وعدة مصانع، قيل إنها استخدمت ريعها في إرسال بعض البعثات العلمية، لكن لم يرد ذكر اسم عالم واحد قد تعلم بأموال "هدى شعراوي"، الأمر الذي يشكك في مصداقية القول إنها صاحبة بعثات علمية».

## حكاية «الباشا تزوَّج المطربة»
هي قصة قضية علاقة ابن هدى شعراوي مع المغنية فاطمة سري، وتصرف هدى شعراوي وعلاقته مع ما كانت تنادي به وقتها، وقد أورد تفاصيل هذه الواقعة الكاتب المعروف مصطفى أمين في كتابه «مسائل شخصية»: 
أقامت هدى شعراوي حفلاً كبيراً في «سرايتها» بعد اختلافها مع سعد زغلول وقتذاك، وفي الحفل شاهد "محمَّد شعراوي"، ابن "هدى شعراوي" المطربة فاطمة سري (التي أحيت الحفل)، فأعجب بها ووقع حبها في قلبه، فراح يلاحقها من حفل إلى حفل، ومن مكان إلى مكان، وهي معرضة عنه، ممَّا أشعل حبها في قلبه، وبدأت قصة الحب تتطور، ثم أشارت إحدى المجلات إلى هذه القصة على صفحاتها، فانزعجت المطربة، لكن الباشا لم ينزعج، وقال لها: أريد أن تعرف الدنيا كلها أني أحبك!

عندما علم طليق المطربة بالقصة ثار عليها وحرمها من ولديها، ففكر "محمد شعراوي" في الانسحاب بعد ما تورَّطت معه وثارت من حولهما الشبهات، فكتب لها شيكاً بمبلغ كبير ثمناً للوقت الذي أمضاه معها، فما كان منها إلا أن مزَّقت الشيك وداسته بأقدامها وتركته وهي ثائرة غاضبة، فلحق بها "محمَّد شعراوي" واعتذر لها عن سوء تصرفه وعرض عليها الزواج بشكل عرفي، فاعترضت المطربة وقالت إنَّها تريد عقداً شرعياً، فطلب منها أن تمهله حتى يسترضي والدته.
في هذه الأثناء كانت المطربة قد شعرت بدبيب الحمل وقررت إجهاض نفسها، وعندما أخبرها الطبيب بأنَّ هذا الإجراء خطر على حياتها، تمسك "شعراوي" بها وبالجنين، وكتب الإقرار التالي بخط يده،

أقرُّ أنا الموقع على هذا "محمد على شعراوي" نجل المرحوم "علي باشا شعراوي"، من ذوي الأملاك، ويقيم بالمنزل شارع قصر النيل رقم 2 قسم عابدين بمصر، أنني تزوجت الست فاطمة كريمة المرحوم "سيد بيك المرواني" المشهورة باسم "فاطمة سري" من تاريخ أول سبتمبر سنة 1924 ألف وتسعمائة وأربعة وعشرين أفرنكية، وعاشرتها معاشرة الأزواج، وما زلت معاشراً لها إلى الآن، وقد حملت مني مستكناً في بطنها الآن، فإذا انفصل فهذا ابني، وهذا إقرار مني بذلك. 
وأنا متصف بكافة الأوصاف المعتبرة بصحة الإقرار شرعاً وقانوناً، وهذا الإقرار حجة عليَّ تطبيقاً للمادة 135 من لائحة المحاكم الشرعية، وإن كان عقد زواجي بها لم يعتبر، إلا أنَّه صحيح شرعي مستوف لجميع شرائط عقد الزواج المعتبرة شرعاً.

محمد علي شعراوي
القاهرة في 15 يونيو 1925م

وعلمت هدى شعراوي بزواج ابنها الوحيد من المطربة، فثارت ثورة عارمة واتهمت ابنها بأنَّه يحاول قتلها بهذا الزواج، وحاولت الضغط على المطربة بما لها من نفوذ وعلاقات واسعة، بالتهديد بتلفيق ملف سري في شرطة الآداب يتهمها بالدعارة، لكن المطربة تحدتهم وقالت إنها ستطلق بنفسها الرصاص على أي وزير داخلية يقوم بهذا التزوير!
واشتعلت المعركة بين "هدى شعراوي" وابنها وزوجته المطربة، فقرر ابنها السفر إلى أوروبا وطلب من زوجته اللحاق به، فكان يتنقَّل من مدينة إلى مدينة، ومن بلد إلى بلد تاركاً ـ لزوجته - في كل مدينة وفي كل بلد رسالة مفادها أن الحقي بي، لكنها برغم حرصها على اللحاق به لم تعثر عليه في أي مكان ذهبت إليه، ويبدو أنَّه كان يتهرَّب منها، فعادت المطربة إلى مصر ومعها طفلتها "ليلى" التي أخفتها عن العيون خوفاً عليها، وبعد مدة عاد "شعراوي" ليسأل عنها وعن ابنته ويسألها أيضاً عن الإقرار،
فسألته: هل يهمك الحصول على هذه الورقة؟ 
فقال: بهذا تثبتين إخلاصك لي إلى الأبد،
فمدَّت يدها تحت الحشية التي كان يجلسان عليها وأخرجت الورقة وسلمتها له، بعد أن قامت بتصويرها «زنكوغراف» صورة مطابقة للأصل، ولم يتبين "شعراوي" أنَّها صورة، فالخط خطه ولون الحبر نفسه، وكانت هذه نصيحة محاميها.
وخرج "شعراوي" بعد ما طمأنها بأنَّه سيحتفظ بالورقة في مكان آمن لتكون دليلاً ترثه ابنته به، ثم احتضن الصغيرة، وقبل الزوجة وخرج وهو يقول إنَّه سيعود صباح اليوم التالي، ولم يعد أبداً! 
اتصلت به المطربة هاتفياً، فأنكر نفسه، فعاودت الاتصال، فوجدته وقد انهال عليها سباً وشتماً، وأغلق في وجهها الخط! 

### رسالة إلى محررة المرأة
بعدما يأست المطربة "فاطمة سري" من "شعراوي باشا" كتبت الخطاب التالي إلى والدته السيدة "هدى شعراوي" زعيمة النهضة النسائية في مصر، فقالت:
سيدتي:
سلاماً وبعد، إنَّ اعتقادي بك وبعدلك، ودفاعك عن حق المرأة، يدفعني كل ذلك إلى التقدم إليك طالبة الإنصاف، وبذلك تقدمين للعالم برهاناً على صدق دفاعك عن حق المرأة، ويمكنك حقيقة أن تسيري على رأس النساء مطالبة بحقوقهن، ولو كان الأمر قاصراً عليَّ لما أحرجت مركزك، لعل أنَّك أم تخافين على ولدك العزيز أن تلعب به أيدي النساء وتخافين على مستقبله من عشرتهن، وعلى سمعته من أن يقال أنَّه تزوَّج امرأة كانت فيما مضى من الزمان تغني على المسارح، ولك حق إن عجزتِ عن تقديم ذلك البرهان الصارم على نفسك؛ لأنَّه يصيب من عظمتك وجاهك وشرف عائلتك، كما تظنون يا معشر الأغنياء، ولكن هناك طفلة مسكينة هي ابنتي وحفيدتك، إنَّ نجلك العزيز، والله يعلم، وهو يعلم، ومن يلقي عليها نظرة واحدة يعلم ويتحقق من أنَّها لم تدنس ولادتها بدم آخر، والله شهيد، طالبت بحق هذه الطفلة المعترف بها ابنك كتابياً، قبل أن يتحوَّل عني وينكرها وينكرني، فلم أجد من يسمع لندائي، وما مطالبتي بحقها وحقي كزوجة طامعة في مالكم، كلا! والله فقد عشت قبل معرفتي بابنك، وكنت منزهة محبوبة كممثلة تكسب كثيراً، وربما أكثر ممَّا كان يعطيه لي ابنك، وكنت متمتعة بالحرية المطلقة، وأنت أدرى بلذة الحرية المطلقة التي تدافعين عنها، ثم عرفت ابنك فاضطرني أن أترك عملي وأنزوي في بيتي، فأطعته غير طامعة بأكثر ممَّا كان يجود به، وما كنت لأطمع أن أتزوَّج منه، ولا أن ألد منه ولداً، ولكن هذه غلطة واسأليه عنها أمامي، وهو الذي يتحمَّل مسؤوليتها، فقد كنت أدفع عن نفسي مسألة الحمل مراراً وتكراراً، حتى وقع ما لم يكن في حسابي، هذه هي الحقيقة الواقعة وانتهى الأمر.
والآن يتملَّص ولدك من كل شيء، ولا يريد الاعتراف بشيء، وقد شهد بنفسه من حيث لا يدري بتوسيطه كثيرين في الأمر، وما كنت في حاجة لوساطة، ولو كان تقدَّم إليَّ طالباً فك قيده لفعلت، وكانت المسألة انتهت في السر، ولم يعلم بها أحد، فعرض عليَّ في الأول قدراً من المال بواسطة علي بك سعد الدين (سكرتير عام وزارة الأشغال)، وبواسطة الهلباوي بك (المحامي الكبير) وغيرهم ممَّن حضروا إليَّ ظانين أنني طامعة في مالهم، وأنَّه في إمكاني إنكار نسب ابنتي إذا أغروني! ولكنني أخاف إلهاً عادلاً بأنَّه سيحاسبني يوماً عن حقوقها ـ إن لم تحاسبني هي عليها ـ فلم يجد محمد مني قبولاً للمال، وعندما وجد مني امتناعاً عن إنكار نسب ابنته سكت عني تماماً، فوسطت «فهيم أفندي باخوم» محاميه، فاجتهد في إقناعه بصحَّة حقوقي وعقودي واعترافه بابنته، وتوسَّط في أن ينهي المسألة على حل يرضي الطرفين، فلم يقبل نجلك نصيحته بالمرة، وكان جوابه أن ألجأ برفع دعوى عليه ومقاضاته، وهو يعلم تماماً أنَّ نتيجة الدعوى ستكون في صالحي، فلا أدري ماذا يفيده التشهير في مسألة كهذه سيعلم بها الخاص والعام، وسنكون أنا وانتم مضغة في الأفواه، وأنت أدرى بجونا المصري وتشنيعه، خصوصاً في مسألة كهذه، وهذا ما يضطرني إلى أن أرجع إليك قبل أن أبدأ أية خطوة قضائية ضده، وليس رجوعي هذا عن خوف أو عجز، فبرهاني قوي ومستنداتي لا تقبل الشك وكلها لصالحي، ولكن خوفاً على شرفكم وسمعتكم وسمعتي، ولو أنني كما تظنون لا أبالي، فربما كانت مبالاتي في المحافظة على سمعتي وشرفي أكثر من غيري في حالتي الحاضرة، فهل توافقين يا سيدتي على رأي ولدك في إنهاء المسألة أمام المحاكم؟ أنتظر منك التروي في الأمر، والردّ عليَّ في ظرف أسبوع؛ لأنني قد مللتُ كثرة المتداخلين في الأمر.. ودمت
المخلصة فاطمة سري. 

### صدى الرسالة
ما كادت "هدى شعراوي" تنتهي من قراءة رسالة المطربة حتى ثارت ثائرتها، واعتبرتها إعلاناً لحرب، واعتبرتها إنذاراً نهائياً مدته أسبوع واحد، فنست كل مبادئها للتحرير، وخاضت معارك عنيفة ضد المطربة، وبعد سنوات من المرافعات والضغوط والتدخلات، إذا بالمحكمة الشرعية تحكم بأنَّ "ليلى" هي ابنة "محمد شعراوي"، وفي الحال خضعت "هدى شعراوي" لحكم القضاء. 

## جوائز
حازت في حياتها على عدة أوسمة ونياشين من الدولة في العهد الملكي، وأطلق اسمها على عديد من المؤسسات والمدارس والشوارع في مختلف مدن مصر في حينها.

## مؤلفات
مذكراتها المنشورة بمجلة (حواء) العدد رقم (1221) بتاريخ 16 فبراير 1980م ؛ وتم إصدارها مجمعة (مذكرات هدى شعراوي) - كتاب الهلال سبتمبر / 1981 .

## أعمال فنية
عرضت الشاشات التلفازية مسلسل باسم مصر الجديدة يتحدث عن الفترة التي عاشتها "هدى شعراوي" والوضع السياسي المتردي في تلك الفترة.